# (18680) Weirather
(18680) Weirather (1998 FS103) – planetoida z grupy pasa głównego asteroid okrążająca Słońce w ciągu 3,64 lat w średniej odległości 2,36 j.a. Odkryta 31 marca 1998 roku.